# Schöntaler Pfleghof

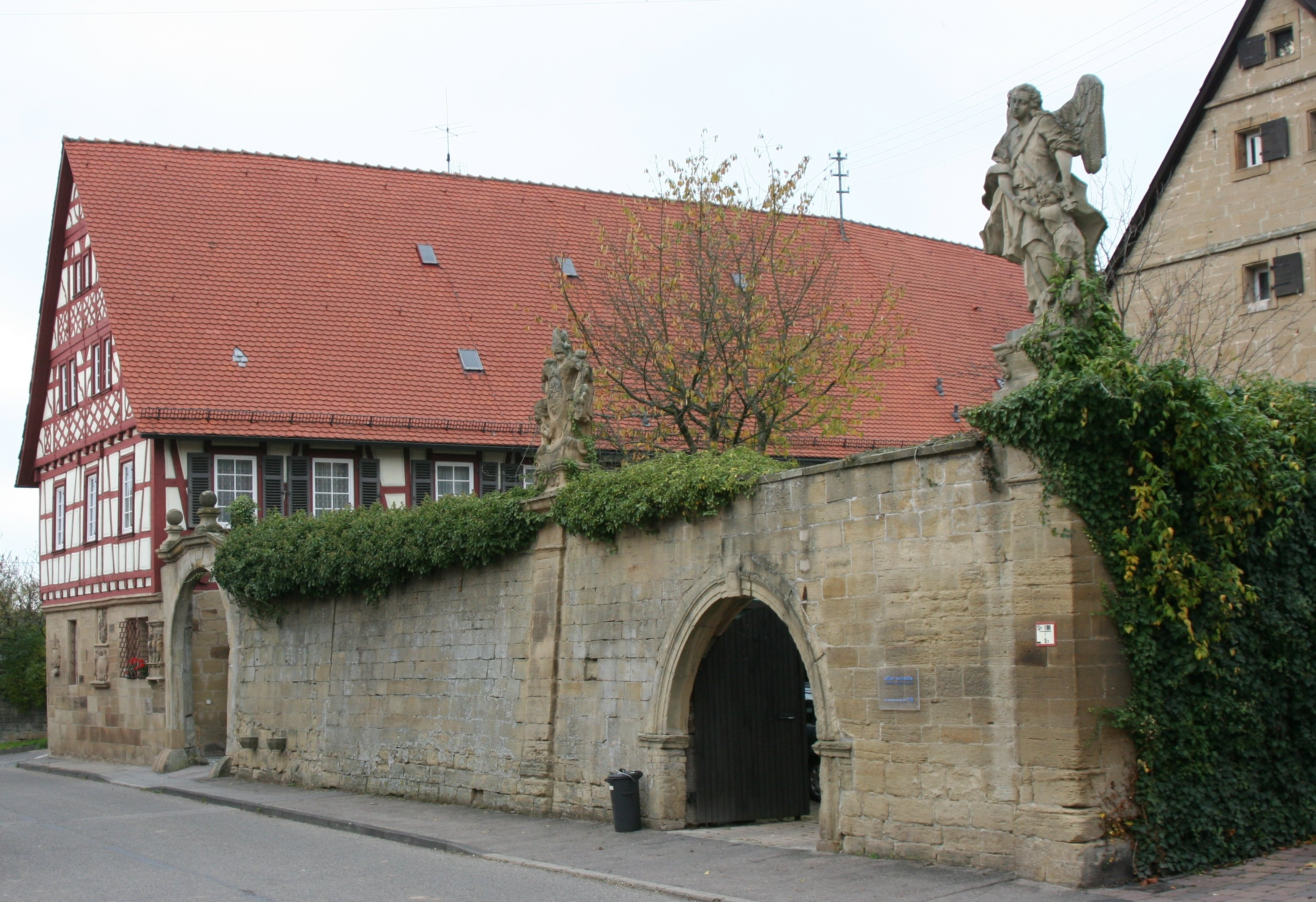
Schöntaler Pfleghof im Jahr 2006

Der Schöntaler Pfleghof  ist ein ehemaliger Pfleghof des Klosters Schöntal in Wimmental, einem Teilort der Stadt Weinsberg (Landkreis Heilbronn, Baden-Württemberg). Es beherbergt heute das katholische Pfarramt Wimmentals.

## Lage und Umgebung
Der Schöntaler Pfleghof liegt westlich des historischen Ortskerns von Wimmental, in der Grantschener Straße, unterhalb des Kapellenbergs. Direkt gegenüber befinden sich mit der Schöntalischen Kelter von 1581 das ehemalige Keltergebäude Wimmentals sowie die frühere Zehntscheuer.

## Geschichte
Wimmental gehörte zuerst zur Herrschaft Weinsberg. Das Kloster Schöntal erwarb im Jahr 1317 von Konrad von Weinsberg den Hauptanteil des Ortes. 1357 erwarb das Kloster ¼ am großen und kleinen Zehnten von einem Heilbronner Bürger. 1408 erwarb es von Konrad Adelmanns Witwe all ihre Güter und 1/30 Zehnten, den Konrad Adelmann von Engelhard von Weinsberg als Lehen erhielt. Über den Erwerb weiterer Anteile und Rechte kam das Kloster Schöntal bis 1487 in den Besitz des gesamten Dorfes mit der Vogtei und weiteren Rechten.
Rund 30 Kilometer vom eigentlichen Kloster entfernt, war der Pfleghof in Wimmental die örtliche Einrichtung zur Wahrnehmung der Rechte und Ansprüche des Klosters. Der Gebäudekomplex brannte im Dreißigjährigen Krieg ab. Unter Abt Franciscus wurde das Gebäude im Jahr 1678 wieder aufgebaut. Eine vorne am Haus befindliche Inschrift mit Chronogramm benennt den Bauherrn:
PraesVLe franCIsCo post CaeDes,

beLLa neCesqVe

hae sVrgVnt aeDes; ante fVere CInIs.
Unter dem Pfleghof befand sich ein großer Weinkeller, in dem 3.000 Eimer Wein gelagert werden konnten. Durch den Absatz des Weines in die schwäbischen Reichsstädte, Klöster und Burgen hatte das Kloster Schöntal bedeutende Einnahmen. Unter Abt Benedikt Knittel wurde 1725 eine Hauskapelle mit Turm angebaut. 1748 wurde das Gebäude erweitert. Auf der Mauer steht ein Schutzengel, gefertigt aus einem Stein, der das Schöntaler Wappen trägt.
Im Jahre 1802–1803 wurde das Kloster Schöntal aufgehoben, und Württemberg erwarb Wimmental und die dort befindliche Klosterpflege. 1828 wurde der größte Teil des ehemaligen Schöntaler Pfleghofs abgebrochen. Der katholische Pfarrer erhielt eine geräumige Wohnung in einem Fachwerkhaus, das stehengelassen wurde, und durfte auch den großen Baum- und Wurzgarten der Anlage nutzen.